# 八水蒲鉾
八水蒲鉾株式会社（はっすいかまぼこ）は愛媛県八幡浜市に本社を置く食品会社である。

## 概要
会社名の通りの蒲鉾のほか、竹輪やじゃこ天などの魚肉練り製品をはじめとした水産加工品・惣菜・冷凍食品を製造販売している。地元の名物じゃこカツも製造しており、同社の製品がテレビ番組『ダウンタウンDX』でゲスト出演者の友近のお勧めとして紹介された。製品の販売地域は県内のほか、九州地区など日本各地に出荷している。
2009年には、カップラーメンなどの具材用として、従来よりも低温の湯でも柔らかく戻せる魚肉練り製品のフリーズドライ加工技術を、愛媛県産業技術研究所や愛媛大学総合科学研究支援センターと産官学で共同開発した。この研究成果は、第3回ものづくり日本大賞に応募された。
他方で愛媛の伝統的な魚肉練り製品の承継にも取り組んでおり、2001年には従業員の菊池義晴が伝統工芸士に選ばれた。社内で後継者の指導を行っている。

## 沿革
- 1957年9月1日 - 八幡浜市で水産加工の家内工業8業者が企業合同し設立。江戸岡工場を建設。
- 1963年 - 江戸岡工場の第1次拡張工事。
- 1973年 - 第2工場を完成。
- 2005年 - 創業50周年を期し、老朽化した江戸岡工場の建て替えに着手。
- 2007年 - 同市保内町川之石地区の旧東洋紡績工場跡地に新工場完成。